# Ryszard Studenski
Ryszard Antoni Studenski (ur. 17 października 1936 w Cieszynie, zm. 6 marca 2023 tamże) – polski psycholog, doktor habilitowany.

## Życiorys
Syn Pawła i Karoliny. Był zatrudniony na stanowisku profesora/profesora nadzwyczajnego  w Głównym Instytucie Górnictwa, w Zakładzie Psychologii (którego był kierownikiem) na Wydziale Etnologii i Nauk o Edukacji w Cieszynie Uniwersytetu Śląskiego w Katowicach, w Katedrze Organizacji Produkcji na Wydziale Organizacji i Zarządzania Politechniki Śląskiej, w Instytucie Psychologii na Wydziale Pedagogiki i Psychologii Uniwersytetu Śląskiego w Katowicach oraz na Wydziale Zamiejscowym w Katowicach SWPS Uniwersytecie Humanistycznospołecznego z siedzibą w Warszawie.
Został pochowany na Cmentarzu Komunalnym w Cieszynie.